# Velankanni
Velankanni – miasto w południowych Indiach, w stanie Tamilnadu, w dystrykcie Nagapattinam. W 2001 liczyło 10 145 mieszkańców. Miasto jest położone na Wybrzeżu Koromandelskim nad Zatoką Bengalską. Jest ważnym ośrodkiem kultu maryjnego i pielgrzymowania – znajduje się tu bazylika Matki Bożej Dobrego Zdrowia.